# CD-R

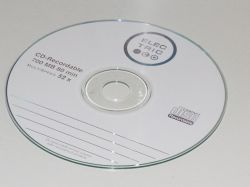
Vzhled CD-R

CD-R je zkratka označující kompaktní disk s možností zápisu (Compact Disk – Recordable).
Jedná se o standardní disk ve tvaru kotouče o průměru 12 cm, méně často o průměru 8 cm. Médium může mít libovolný tvar, avšak musí mít standardizovaný středový otvor a musí mít těžiště ve středu tohoto otvoru (z důvodu stabilní rotace). Nejčastějším nediskovým tvarem je obdélník, který má zbroušené rohy, aby se dal snadno použít v mechanikách jako 8 cm disk. V tomto tvaru se používá zejména jako reklamní materiál, např. jako vizitka. Kapacita 12 cm disku je stejná jako u běžného disku CD-ROM, tzn. 74 minut audia ve formátu CD-DA nebo 650 MB dat. V současnosti se díky toleranci normy můžeme již setkat pouze s disky o kapacitě 700 MB (80 min), což je maximum, co norma umožňuje. Větší média již nemusí být čitelná ve všech přehrávačích.
Data jsou uložena ve spirálovité stopě začínající u středu disku. Disk je vyroben z polykarbonátového pružného výlisku, na který je nanesena světloodrazivá vrstva s obsahem zlata či stříbra a ochranný lak.

## Princip záznamu
Princip záznamu spočívá ve změnách odrazivosti reflexního média. Záznam se provádí v mechanikách umožňujících zápis v tzv. vypalovačkách – dnes již standardní součást PC. Při zápisu se pomocí laserového paprsku zahřeje místo na teplotu přesahující 300 °C. Dojde k nevratné změně barvy a toto místo (pit) již neodráží laserový paprsek. Rozdíl mezi tmavým a světlým místem je však nižší než u lisovaných médií, kde se rozdílu v odrazivosti dosahuje pomocí prohlubní. Z tohoto důvodu nemusí některé starší CD mechaniky číst pálená média – jedná se zejména o hudební věže či starší mechaniky u PC.
CD obsahuje tzv. „pit“ – vroubek.
Vytvořená odrazivá a neodrazivá místa však nejsou přímo jedničkami a nulami. Jedničku ve skutečnosti tvoří přechod mezi odrazivým a neodrazivým místem (jak ve směru z odrazivého na neodrazivé tak ve směru opačném). Nulu potom tvoří přechod mezi stejnými pity (odrazivý-odrazivý a neodrazivý-neodrazivý). Kde pit končí, není na disku fyzicky viditelné, ale je to dáno normou, díky tomu taky mechanika pozná, kolik za sebou následuje nul. Tyto jedničky a nuly se poté převádí pomocí EFM (Eight-to-Fourteen Modulation) na skutečné bity. Každých 14 jedniček a nul na CD tak tvoří 1 B, což částečně umožňuje detekci chyb.